# پیتومینه
پیتومینه (به لاتین: Pitomine) یک منطقهٔ مسکونی در مونته‌نگرو است که در شهرداری ژابلیاک واقع شده‌است. پیتومینه ۱۲۸ نفر جمعیت دارد.